# Vi är barn av vår tid
Vi är barn av vår tid är en svensk dokumentärfilm från 2021. Filmen är skapad av Pontus Hjortén och handlar om teatergruppen och rockbandet Nationalteatern från Göteborg. Producenter är Mattias Nohrborg och Fredrik Heinig för B-reel Films, i samproduktion Film i Väst och Sveriges Television. Filmen premiärvisades den 6 februari 2021 efter att ha extrainsatts i programmet för Göteborgs Film Festival. Den är också planerad att visas på SVT under våren 2021 som en miniserie i två delar.
Vi är barn av vår tid följer förberedelserna för Nationalteaterns 50-årsfest, varvat med arkivmaterial som beskriver gruppens historia från 1970-talet. Den behandlar Nationalteaterns historia från en liten teatergrupp i förorten Backa till att bli ett av Sveriges mest folkkära rockband.